# Grammoechus atomarius
Grammoechus atomarius là một loài bọ cánh cứng trong họ Cerambycidae.